# Parelacatis pallidus
Parelacatis pallidus es una especie de coleóptero de la familia Salpingidae.

## Distribución geográfica
Habita en Filipinas.